# شون فلين
شون فلين (بالإنجليزية: Sean Flynn) هو مغني وممثل أمريكي، ولد في 14 يوليو 1989 بلوس أنجلوس في الولايات المتحدة.

## وصلات خارجية
- شون فلين على موقع IMDb (الإنجليزية)
- شون فلين على موقع ألو سيني (الفرنسية)
- شون فلين على موقع تيرنر كلاسيك موفيز (الإنجليزية)
- شون فلين على موقع أول موفي (الإنجليزية)
- شون فلين على موقع قاعدة بيانات الفيلم (الإنجليزية)
- شون فلين على موقع كينوبويسك (الروسية)